# Урвасте (волость)
Урвасте (ест. Urvaste vald) — волость в Естонії, у складі повіту Вирумаа. 

## Положення
Площа волості — 139,9 км², чисельність населення на 1 січня 2006 року становила 1433 особи.  
Адміністративний центр волості — село Кулдре. До складу волості входять ще 13 сіл: Kassi, Kirikuküla, Koigu, Kuldre, Kõlbi, Lümatu, Pihleni, Ruhingu, Toku, Uhtjärve, Urvaste, Uue-Antsla, Vaabina тa Visela.
На території волості росте найбільший дуб Естонії Тамме-Лаурі.

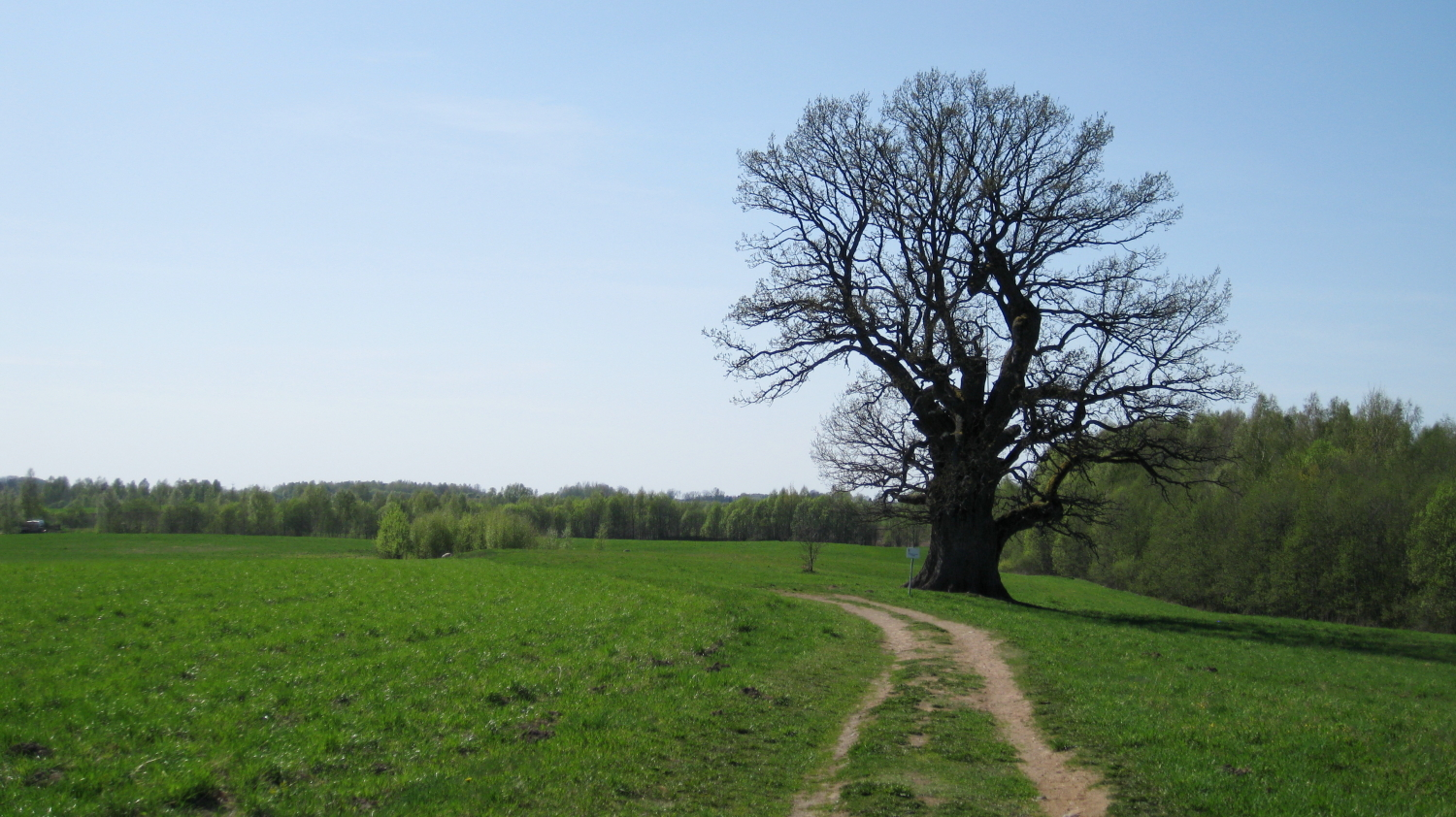
Знаменитий Тамме-Лаурі